# Ordre de bataille lors de la bataille de Vauchamps
Pour un article plus général, voir Bataille de Vauchamps.
 (octobre 2024).
Si vous disposez d'ouvrages ou d'articles de référence ou si vous connaissez des sites web de qualité traitant du thème abordé ici, merci de compléter l'article en donnant les références utiles à sa vérifiabilité et en les liant à la section « Notes et références ».
Ce qui suit est l'ordre de bataille des forces militaires en présence lors de la bataille de Vauchamps, qui eut lieu le 14 février 1814 lors de la campagne de France.

## Forces Françaises
- Commandant en chef : Empereur Napoléon.
- Major général : Maréchal Berthier
- Grand maréchal du palais : Général Bertrand
- Maréchal Ney
- Maréchal Lefebvre

Ils sont escortés par un escadron des
- Régiment de chasseurs à cheval de la Garde impériale
- Régiment de grenadiers à cheval de la Garde impériale
- Régiment de dragons de l'Impératrice
- 1er régiment de chevau-légers lanciers polonais de la Garde impériale

### Infanterie de la Garde impériale
1re division d'infanterie de la Vieille Garde sous les ordres du général Friant
- 1re brigade sous le commandement du général Cambronne
  - 1er régiment de chasseurs à pied de la Garde impériale (2 bataillons)
  - 2e régiment de chasseurs à pied de la Garde impériale (2 bataillons)
- 2e brigade sous le commandement du général Petit
  - 1er régiment de grenadiers à pied de la Garde impériale (2 bataillons)
  - 2e régiment de grenadiers à pied de la Garde impériale (2 bataillons)

1re division de voltigeurs de la Vieille Garde sous les ordres du général Meunier
- 1er régiment de voltigeurs de la Garde impériale
- 2e régiment de voltigeurs de la Garde impériale
- 3e régiment de voltigeurs de la Garde impériale
- 4e régiment de voltigeurs de la Garde impériale

2e division de voltigeurs de la Vieille Garde sous les ordres du général Curial
- 5e régiment de voltigeurs de la Garde impériale
- 6e régiment de voltigeurs de la Garde impériale
- 7e régiment de voltigeurs de la Garde impériale
- 8e régiment de voltigeurs de la Garde impériale

### Cavalerie de la Garde impériale
La Cavalerie de la Garde impériale est sous les ordres du général Nansouty
2e division de cavalerie de la Jeune Garde sous le commandement du général Lévesque-Laferrière
- Régiment de chasseurs à cheval de la Garde impériale
- Régiment de grenadiers à cheval de la Garde impériale
- Régiment de dragons de l'Impératrice

2e division de cavalerie de la Vieille Garde sous le commandement du général Guyot
- 1re brigade sous les ordres du général Krasinski
  - 1er régiment de chevau-légers lanciers polonais de la Garde impériale
  - Régiment de chasseurs à cheval de la Garde impériale
- 2e brigade sous les ordres du général d'Autancourt
  - Régiment de grenadiers à cheval de la Garde impériale
  - Régiment de dragons de l'Impératrice

### 6ecorps d'infanterie
Le 6e corps d'infanterie est sous les ordres du maréchal Marmont avec comme chef d’état-major le général Meynadier
8e division d'infanterie, forte de 2 817 hommes, sous les ordres du général Ricard
- 1re et 2e brigades sous le commandement des généraux Boudin et Fournier
  - 22e régiment d'infanterie de ligne (281 hommes)
  - 40e régiment d'infanterie de ligne (223 hommes)
  - 50e régiment d'infanterie de ligne (190 hommes)
  - 69e régiment d'infanterie de ligne (97 hommes)
  - 136e régiment d'infanterie de ligne (582 hommes)
  - 138e régiment d'infanterie de ligne (108 hommes)
  - 142e régiment d'infanterie de ligne (95 hommes)
  - 144e régiment d'infanterie de ligne (306 hommes)
  - 145e régiment d'infanterie de ligne (261 hommes)
  - 113e régiment d'infanterie de ligne (??)
  - 2e régiment d'infanterie légère (112 hommes)
  - 4e régiment d'infanterie légère (136 hommes)
  - 6e régiment d'infanterie légère (197 hommes)
  - 9e régiment d'infanterie légère (130 hommes)
  - 16e régiment d'infanterie légère (199 hommes)

21e division d'infanterie, forte de 4 868 hommes, sous les ordres du général Joubert
- 1re brigade, forte de 2 190 hommes, sous les ordres du général Pelleport
  - 1er régiment d'infanterie de ligne (194 hommes)
  - 15e régiment d'infanterie de ligne (340 hommes)
  - 16e régiment d'infanterie de ligne (120 hommes)
  - 70e régiment d'infanterie de ligne (339 hommes)
  - 121e régiment d'infanterie de ligne (400 hommes)
  - 23e régiment d'infanterie légère (76 hommes)
  - 37e régiment d'infanterie légère (721 hommes)
- 2e brigade, forte de 2 190 hommes, sous les ordres du général Joubert
  - 62e régiment d’infanterie de ligne (228 hommes)
  - 132e régiment d'infanterie de ligne (380 hommes)
  - 1er régiment d'infanterie de marine (508 hommes)
  - 2e régiment d'infanterie de marine (740 hommes)
  - 3e régiment d'infanterie de marine (543 hommes)
  - 4e régiment d'infanterie de marine (279 hommes)
- Artillerie : 26 canons et 10 obusiers (573 artilleurs)

### 1ercorps de cavalerie
Le 1er corps de cavalerie, fort de 1 900 hommes, est sous les ordres du général Doumerc est composée d'éléments disparates provenant de plusieurs unités de cavalerie.
- 1re brigade, forte de 714 hommes, sous les ordres du général de Laville
  - 1er régiment provisoire (272 cavaliers)
    - Détachement du 6e régiment de hussards
    - Détachement du 7e régiment de hussards
    - Détachement du 8e régiment de hussards
    - Détachement du 16e régiment de chasseurs à cheval
    - Détachement du 1er régiment de chevau-légers lanciers
    - Détachement du 3e régiment de chevau-légers lanciers
    - Détachement du 5e régiment de chevau-légers lanciers
    - Détachement du 8e régiment de chevau-légers lanciers

  - 2e régiment provisoire (432 cavaliers)  
    - Détachement du 1er régiment de chasseurs à cheval
    - Détachement du 2e régiment de chasseurs à cheval
    - Détachement du 3e régiment de chasseurs à cheval
    - Détachement du 6e régiment de chasseurs à cheval
    - Détachement du 8e régiment de chasseurs à cheval
    - Détachement du 9e régiment de chasseurs à cheval
    - Détachement du 25e régiment de chasseurs à cheval
- 2e brigade, forte de 1 196 hommes, sous les ordres du général Curto
  - 3e régiment provisoire (614 cavaliers)
    - Détachement du 2e régiment de cuirassiers
    - Détachement du 3e régiment de cuirassiers
    - Détachement du 6e régiment de cuirassiers
    - Détachement du 9e régiment de cuirassiers
    - Détachement du 11e régiment de cuirassiers
    - Détachement du 12e régiment de cuirassiers

  - 4e régiment provisoire (582 cavaliers)
    - Détachement du 4e régiment de cuirassiers
    - Détachement du 7e régiment de cuirassiers
    - Détachement du 14e régiment de cuirassiers
    - Détachement du 7e régiment de dragons
    - Détachement du 23e régiment de dragons
    - Détachement du 28e régiment de dragons
    - Détachement du 30e régiment de dragons
- Artillerie : 
  - 1 batterie d'artillerie à cheval (6 canons)

### 2ecorps de cavalerie
Le 2e corps de cavalerie, fort de 2 298 hommes, est sous les ordres du général Saint-Germain est composée d'éléments disparates provenant de plusieurs unités de cavalerie.
- 1re brigade, forte de 738 hommes, sous les ordres du général Dommanget
  - 1er régiment provisoire (738 cavaliers), sous les ordres du colonel Deschamps 
    - Détachement du 5e régiment de hussards
    - Détachement du 9e régiment de hussards
    - Détachement du 11e régiment de chasseurs à cheval
    - Détachement du 12e régiment de chasseurs à cheval
    - Détachement du 2e régiment de chevau-légers lanciers
    - Détachement du 4e régiment de chevau-légers lanciers

  - 2e régiment provisoire (624 cavaliers), sous les ordres du colonel Soure 
    - Détachement du 6e régiment de chevau-légers lanciers
    - Détachement du 7e régiment de chasseurs à cheval
    - Détachement du 20e régiment de chasseurs à cheval
    - Détachement du 23e régiment de chasseurs à cheval
    - Détachement du 24e régiment de chasseurs à cheval
- 2e brigade, forte de 689 hommes, sous les ordres du général Thiry
  - 1er régiment provisoire (689 cavaliers), sous les ordres du colonel Baillencourt 
    - Détachement du 1er régiment de carabiniers
    - Détachement du 2e régiment de carabiniers
    - Détachement du 1er régiment de cuirassiers
    - Détachement du 5e régiment de cuirassiers
    - Détachement du 8e régiment de cuirassiers
    - Détachement du 10e régiment de cuirassiers
- Artillerie :
  - 1 batterie d'artillerie à cheval (6 canons)

### Autres éléments
Détachement de cavalerie du général Maurin (175 hommes)
- Détachement du 4e régiment de cuirassiers (44 cavaliers)
- Détachement du 7e régiment de cuirassiers (49 cavaliers)
- Détachement du 8e régiment de cuirassiers (82 cavaliers)

7e division d'infanterie, forte de (5 428 hommes) sous le commandement du général Leval
- 1re brigade sous les ordres du général Pinoteau (3 143 hommes)
  - 3e régiment d'infanterie de ligne (?)
  - 15e régiment d'infanterie de ligne (?)
  - 10e régiment d'infanterie légère (1 bataillon)
- 2e brigade sous les ordres du général de Montfort (2 285 hommes)
  - 101e régiment d'infanterie de ligne (?)
  - 105e régiment d'infanterie de ligne (?)
  - 17e régiment d’infanterie légère (1 bataillon)
- 1 batterie d'artillerie (8 canons)

## Armée de SilésieRoyaume de Prusse-Empire russe
- Friedrich Kleist von Nollendorf.IIe corps prussien, commandée par le général Kleist

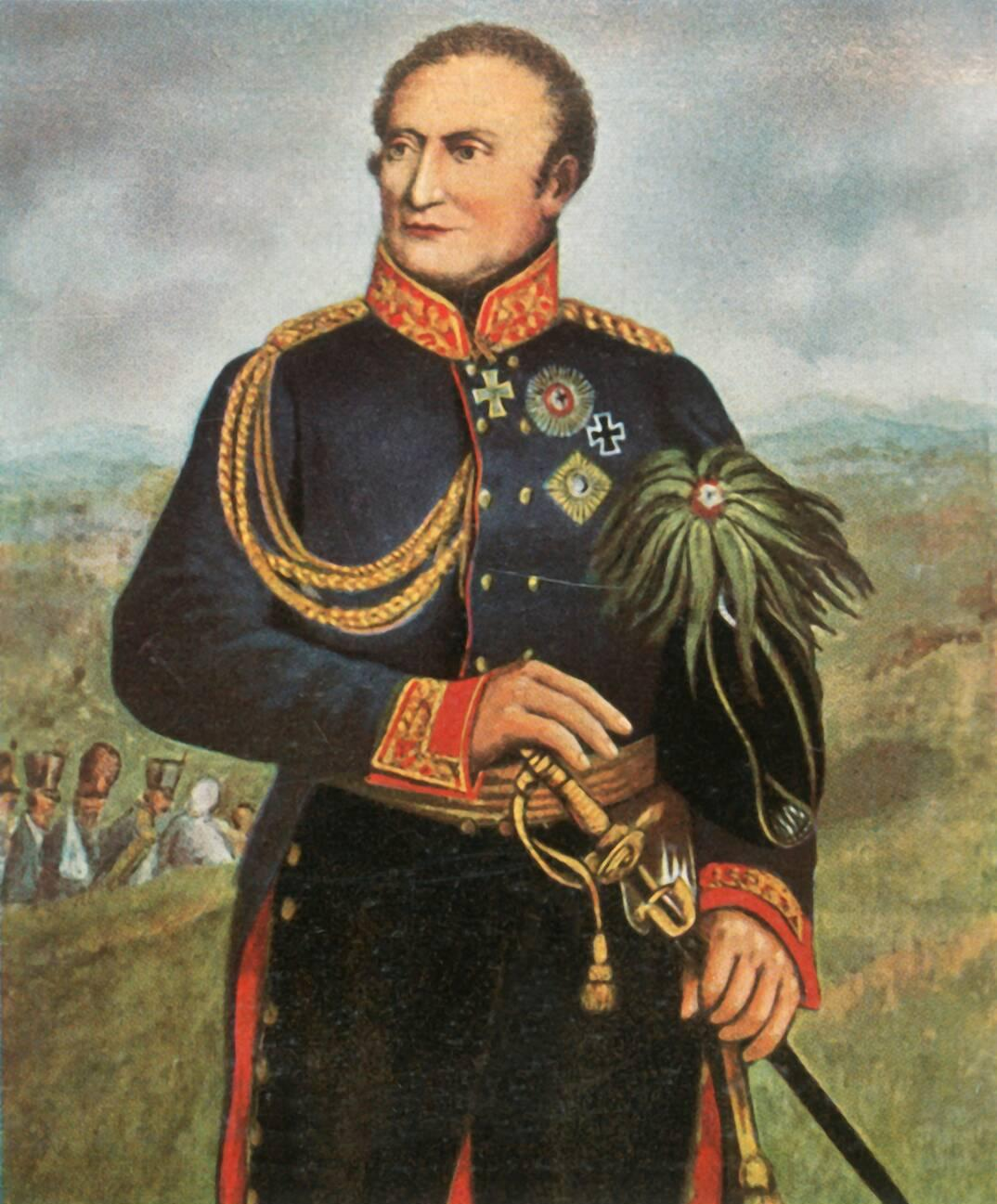
Friedrich Kleist von Nollendorf.

  - 10e brigade du général Pirch I
  - 11e brigade du général Zieten
  - 12e brigade du prince Auguste de Prusse,
  - Brigade de cavalerie du général von Hacke,
  - Brigade de cavalerie du général von Röder,
  - réserve d'artillerie du général Braun
- IX corps russe du général Olsoufiev
  - 9e division du général Udom
- X Corps russe du général Kaptsevitch (en)
  - 8e division du prince Urusov,
  - 22e division du général Turchaninov.